# Antoni Lozano Pastor
Antoni Lozano Pastor (Alginet, 10 d'agost de 1948) és un empresari agrari i polític valencià, diputat a les Corts Valencianes en la V, VI i VII legislatures.
Estudià enginyeria agrònoma a la Universitat de València i treballà com a empresari agrícola des de 1975. Va ser membre de la comissió executiva de la Unió de Llauradors i Ramaders del País Valencià el 1986-1995, i secretari general el 1989-1992, membre de la COAG, de la PYMEV i de la Cambra de Comerç de València.
Fou elegit diputat per la província de València a les eleccions a les Corts Valencianes de 1999 com a independent dins les llistes del PSPV-PSOE. Fou reescollit a les eleccions de 2003 i 2007, i des del 2004 és secretari del PSPV a la Ribera Alta.